# 邓仲元墓
邓仲元墓，位于中国广东省广州市越秀区黄花岗街道先烈中路79号黄花岗公园内，为广州市的一个市、县级文物保护单位，类型为近现代重要史迹及代表性建筑，公布时间为1983年8月。
邓仲元墓的历史年代为1924年。